# La Danse des obèses
La Danse des obèses est le premier thriller de Sophie Audouin-Mamikonian, autrice de la saga de fantasy jeunesse Tara Duncan. Le roman est paru en grand format aux éditions Robert Laffont le 3 avril 2008, et en format poche chez Pocket le 11 février 2010.

## Résumé
L'histoire d'un serial killer qui s'attaque aux obèses. Alors que le capitaine Philippe Heart est chargé d'élucider une série d'horribles meurtres, il va rencontrer la belle pédopsychiatre Elena. Simple coïncidence, ou a-t-elle un rapport avec cette macabre affaire ?